# She (Anhui)
She (chiń. upr. 歙县; chiń. trad. 歙縣; pinyin Shè Xiàn) – powiat we wschodniej części prefektury miejskiej Huangshan w prowincji Anhui w Chińskiej Republice Ludowej. Liczba mieszkańców powiatu, w 2018 roku, wynosiła około 418 000.